# Стереоизображение
Стереоизображе́ние, стереоскопическое изображение (от др.-греч. στερεός «объёмный, пространственный») — изображение, вызывающее иллюзию объёма, то есть ощущение рельефности и протяжённости в глубину за счёт особенностей бинокулярного зрения. Изображение может быть стереоскопическим при рассматривании стереопар или голограмм.

## Методы демонстрации объёмного изображения

### «Истинная» стереоскопия
Для создания и просмотра стереоизображения используются различные методы и устройства:
- Метод параллельного взгляда позволяет посмотреть полноцветную стереокартинку безо всякого оборудования, стереоэффект достигается за счет сведения глаз дальше плоскости изображения. Используются два снимка, сделанные с разных ракурсов. Способ пригоден только для просмотра небольших изображений (шириной до 60—70 мм каждое), что обусловлено межзрачковым расстоянием человека.

- Метод перекрёстного взгляда (cross-eye) аналогичен предыдущему, но глаза сводятся перед изображением. Преимущество — стереопара может быть любого размера (но при слишком большом угловом расстоянии между компонентами возникает сильное напряжение глаз); недостатки — мнимое изображение возникает между экраном и наблюдателем, что ограничивает размеры изображённого объекта либо превращает его в «кукольную копию». Параллельную стереопару можно превратить в перекрёстную перестановкой составляющих.
- Метод зеркального разделения изображений (mirror split) позволяет обойтись без напряжения взгляда, применяя зеркало для разделения полей обзора. Стереокартинка для этого метода, как и для предыдущего, представляет собой левый и правый кадры, только один из них зеркально перевёрнут. Зеркало ставится перпендикулярно лицу, вплотную к переносице, и перпендикулярно же картинке, в место разделения левого и правого кадра.[3] Обычно левый кадр зеркально отражён относительно истинного положения объекта. В этом случае нужно смотреть обоими глазами направо: правый глаз смотрит на правую картинку, левый через зеркало — на левую. Плавно подстраивая зеркало, нужно совместить изображения так, чтобы возник стереоэффект. Достоинство данного метода по сравнению со следующими в том, что полноцветное стереоизображение можно получить с использованием лишь подручных материалов. Недостаток в том, что приходится размещать лицо близко к экрану либо использовать очень длинное зеркало. Для больших изображений нужны широкие зеркала, что в сочетании может создать довольно громоздкую конструкцию. Зеркал может быть до 4. Этот же принцип используется при получении снимков side-by-side, когда левый и правый ракурс фиксируются одной камерой в одном кадре.[4]
- Анаглиф-очки — разноцветные очки, вместо линз у которых вставлены светофильтры цветов CMY. Дешёвый, но довольно эффективный метод. Он не обеспечивает правильную передачу цвета, однако нервная система довольно хорошо интерпретирует его. Время адаптации — около 30 секунд, после длительного использования на пропорциональный период нарушается цветовосприятие.
- Затворные стереоочки. На экран проецируется то картинка для левого глаза, то для правого. Соответственно, очки открывают обзор то левому глазу, то правому. Применяются в 3D-кино формата XpanD. Изредка используются в компьютерных играх, так как позволяют задействовать обычный ЭЛТ-монитор (но с мощной видеоплатой — нагрузка на неё повышается вдвое). ЖК-монитор годится не каждый — истинная частота обновления у большинства из них не превышает 30—75 Гц (имеется в виду фактическое время перестроения ЖК-цепочек, а не частота развёртки). Примером такой технологии является Nvidia 3D Vision. Для использования 3D Vision нужен ЖК, плазменный или OLED-монитор с частотой развёртки 100 Hz или выше, видеокарта от nVIDIA с 3D Vision и специальные очки. Начиная с 2009—2010 годов в мире началось массовое производство телевизоров, работающих по этому принципу. В апреле 2010 года в России началось конвейерное производство 3D-телевизоров Samsung в Калужской области. Зритель надевает ЖК-очки, которые поочерёдно (с частотой 60 Гц) затемняют левый и правый глаза человека, телевизор при этом показывает 120 изображений в секунду.
- Поляризационные стереоочки. Сами очки несколько дороже анаглифных и требуют прецизионного спецоборудования, вдобавок киноэкран должен быть металлизированным, чтобы не было деполяризации света. Однако (кроме понижения яркости и дороговизны) выраженных недостатков не имеют. Обычно применяются в стереокинотеатрах. Имея два схожих проектора, экран и некоторое количество поляризационной плёнки от неисправного ЖК-монитора, можно самостоятельно воспроизвести в большей или меньшей степени такой стереоэффект.
  - Основанные на линейной поляризации (дешевле, но при наклонах головы стереоэффект теряется). Применяется в 3D-кино формата IMAX 3D.
  - Основанные на круговой поляризации (дороже). Применяется в 3D-кино формата RealD Cinema. На чересстрочной круговой поляризации работают 3D-телевизоры LG Electronics. Существуют очки и с одинаковыми фильтрами на обоих глазах, они используются, чтобы наладить многопользовательскую игру или просмотр одновременно двух передач на одном телевизоре.
- Стереоочки с многополосными фильтрами — обеспечивают стереоэффект за счёт того, что линзы пропускают лишь узкие полосы красного, зелёного и синего. Проекционное оборудование относительно дёшево, но сами стереоочки дороги. Применяется в 3D-кино формата Dolby 3D.
- Стереоскоп — оптический прибор с двумя окулярами; обычно используется для просмотра стереослайдов, но не составляет сложности вложить туда КПК или коммуникатор c продолговатым экраном высокого разрешения (например, Nokia E90).
- Стереодисплей — оптический инструмент, с помощью которого два плоскостных изображения комбинируются таким образом, что наблюдатель получает впечатление рельефного предмета.
- Виртуальный шлем (VR HMD) — шлем, который показывает для каждого глаза отдельные изображения. В результате чего получается стереоэффект.
- Метод просмотра через лентикулярный (линзовый) растр. Для изготовления 3D-фото иногда используется лентикулярный (линзовый) растр, который состоит из множества параллельно расположенных линз. (В формате 10×15 см примерно 400 шт.) Линзовый растр приклеивается к фотографии, которая заранее генерируется под 3D. Для генерирования изображений используется различное программное обеспечение. Изображения при генерировании нарезаются на множество тонких линий так, чтобы под каждой линзой разместились все ракурсы изображения. При просмотре стереоизображения левый и правый глаз видят разные ракурсы. Такое изображение человеческий глаз воспринимает трёхмерным.

Для просмотра трёхмерных данных на компьютере в стереорежиме необходимо воспользоваться стереодрайверами. Самым большим перечнем поддерживаемых 3D-программ, игр и стереооборудования обладают стереодрайвера от NVidia.

### Автостереограмма
- Автостереограмма воспринимается наблюдателем без каких-либо внешних сепарирующих приспособлений. Стереопара содержится в плоском изображении в виде чередующихся узких вертикальных полосок сопряженных изображений. При рассматривании автостереограмм следует смотреть «сквозь» изображение так, чтобы левый и правый глаз смотрели на предназначенные для них полоски.
- Лентикулярная фотография — изображение, покрытое сверху решёткой из микропризм, благодаря которым происходит оптическое разделение изображения — левый глаз видит одну половину просто потому, что смотрит слева, правый — аналогично. Большие (и, соответственно, разглядываемые со значительного расстояния) изображения таким образом получить невозможно из-за уменьшения такого параллакса.
- Технология ChromaDepth отличается от всех других тем, что отсутствуют отдельные изображение для левого и правого глаза — четкое изображение одно и его можно спокойно рассматривать даже без очков, но и без стереоэффекта. Специальные дифракционные очки сдвигают по-разному различные цвета на изображении и этим создают параллакс. Картинку невозможно редактировать, менять глубину стереоэффекта, и применение ограничивается комиксами и рисованными иллюстрациями.

### «Псевдостереоскопия»
Восприятие объёма может быть получено не только с помощью бинокулярной стереопары, но и при сравнительно быстром перемещении обычной съёмочной камеры вокруг снимаемых объектов или путём быстрой смены изображений в одном канале изображения. Это явление носит название динамического стереоэффекта. Так, технология GIF-анимации позволяет создавать псевдостереоскопические объёмные изображения (см. фото в начале статьи).
Аналогичный метод предложен и для «псевдостереотелевидения» — путём создания анаглифического изображения для движущихся, динамических объектов. Вместо одновременного рассматривания изображения видеосигнал расщепляется по двум цветовым каналам (обычно — красный и голубой, с применением соответствующих очков). Динамическое плоское цветное монокулярное изображение обрабатывается таким образом, что на один глаз (например красный канал) подаётся неизменный видеосигнал, а на второй (голубой канал) — подают сигнал с небольшой временной задержкой, от изменившейся динамической сцены. За счёт движения объектов в сцене человеческий мозг получает «объёмное изображение» (но только если объекты переднего плана либо смещаются, либо поворачиваются). Недостатком данного метода является ограниченность типа сцен, в которых может возникнуть стереоэффект, а также заметная потеря качества цветной картинки (каждый глаз получает почти монохроматическое цветное изображение).
Ещё один метод получения псевдостереоизображения — использование нервных задержек зрительного аппарата. Тёмное изображение воспринимается глазом несколько медленнее, чем светлое. Если прищурить один глаз (или смотреть через тёмное стекло) — «запаздывающее» предыдущее изображение видеоряда наложится на текущее изображение, воспринимаемое другим глазом. Если камера движется параллельно плоскости кадра («съёмка из окна поезда») — «затемнённый» глаз будет воспринимать видеоряд со своего ракурса, а второй — с близкой точки, что порождает неожиданно сильный стереоэффект. Практического применения не имеет из-за ограниченности возможных ракурсов, но лёгок в экспериментальном получении — достаточно мобильного телефона с камерой, электрички и прищуренного глаза.

## Галерея
- Цветная анаглифическая фотография (фильтр для левого глаза — красный, для правого — голубой)
- Карманный стереоскоп с тестовой картинкой (используется в военной фотографии для просмотра стереопар)
- Стереокарта для бытового стереоскопа
- Виртуальный шлем для стереоэффекта
- Стереоскоп с футляром
- Автостереограмма, в которой трехмерное изображение закодировано смещениями точек квазирегулярной текстуры
- Полноцветный анахром
- Анахромное трехмерное изображение двигателя
- Заготовка для вырезания бумажного стереоскопа